# Biosys
Biosys er et computerspil udviklet af Jumpstart Solutions.
En mand, der ikke kan huske sit navn, vågner op i en regnskov. Han fornemmer hurtigt at han er i en biosfære, men mere ved han heller ikke. Som spilleren skal man nu forsøge at finde ud af hvem man er, hvorfor man er havnet hvor man er og i det hele taget forsøge at løse et større plot.
For at overleve skal man også indsamle diverse former for mad og drikke. Yderligere skal man bære rundt på forskellige genstande og værktøjer man kan/skal bruge.
| computerspil | Spire Denne computerspilsrelaterede artikel er en spire som bør udbygges. Du er velkommen til at hjælpe Wikipedia ved at udvide den. |